# Bredhån (Tännäs socken, Härjedalen)
Bredhån är en sjö i Härjedalens kommun i Härjedalen och ingår i Göta älvs huvudavrinningsområde. Sjön har en area på 0,227 kvadratkilometer och ligger 791,4 meter över havet. Bredhån ligger i Rogen Natura 2000-område. Sjön avvattnas av vattendraget Bredån.

## Delavrinningsområde
Bredhån ingår i det delavrinningsområde (690873-132485) som SMHI kallar för Inloppet i Bredåsjön. Medelhöjden är 878 meter över havet och ytan är 12,47 kvadratkilometer. Det finns ett avrinningsområde uppströms, och räknas det in blir den ackumulerade arean 17,26 kvadratkilometer. Bredån som avvattnar avrinningsområdet har biflödesordning 2, vilket innebär att vattnet flödar genom totalt 2 vattendrag innan det når havet efter 723 kilometer. Avrinningsområdet består mestadels av skog (45 procent) och kalfjäll (50 procent). Avrinningsområdet har 0,64 kvadratkilometer vattenytor vilket ger det en sjöprocent på 5,1 procent.